# Rudy n.º 284
Rudy n.º 284 es un municipio rural canadiense situado en la provincia de Saskatchewan.

## Superficie
Rudy n.º 284 tiene una superficie de 807,31 km².

## Demografía
En 2021, tenía 475 habitantes, una densidad poblacional de 0,6 hab./km², y 178 viviendas.